# Melzerodontia udamentiens
Melzerodontia udamentiens är en svampart som beskrevs av P. Roberts 2000. Melzerodontia udamentiens ingår i släktet Melzerodontia och familjen Corticiaceae.   Inga underarter finns listade i Catalogue of Life.